# 夢劇院 (美國)
夢劇場（英語：Dream Theater）是美國的前衛金屬樂團，也是當今重金屬音樂界裡最具影響力、最具代表性及開創性的前衛金屬樂團之一。1985年由約翰·柏書西、約翰·邁恩和麥克·波諾在波士頓伯克利音樂學院組成名為至尊王權（英語：Majesty）的前身樂團。三人後來休學，全心發展樂團，最終由麥克·波諾的父親命名夢劇場。儘管隨後出現了陣容變化，但三位創始成員與詹姆斯·拉畢和喬丹·羅德斯一直保持至2010年，直到麥克·波諾離開樂團。2010年10月，樂團開始挑選繼任鼓手的試音活動，麥克·曼基尼於2011年成為新的正式鼓手。2023年10月，樂團宣佈麥克·曼基尼離開樂團，同時原鼓手麥克·波諾迴歸樂團。
樂團以其熟練的樂器演奏技術而廣為人知，也贏得許多音樂雜誌和其他媒體的榮譽排名。吉他手約翰·柏書西參與過G3巡迴演奏會六次，超過其他受邀的樂手。2009年，英國音樂作家喬爾·麥基弗在書中將約翰·柏書西評為「百大金屬吉他手」第2名。他還獲得《御用吉他》雜誌評選為「史上最佳十大速彈吉他手」之一。喬丹·羅德斯獲得許多媒體榮譽，例如英國「音樂雷達」網站評論他是「史上最佳鍵盤手」。麥克·波諾贏得美國《現代鼓手》雜誌26種不同的榮譽，並且以37歲之齡成為史上第二年輕進入搖滾鼓手名人堂的音樂人。前任鼓手麥克·曼基尼也在「全球最快鼓手」極限比賽中創下五次世界紀錄。2010年8至9月間，約翰·邁恩獲得英國「音樂雷達」網站票選為「史上最佳貝斯手」。夢劇場於2010年獲選進入長島音樂名人堂。
夢劇場最暢銷的專輯是1992年的《影像與文字》，獲得美國唱片業協會金唱片認證，並在告示牌二百強專輯榜登上第61名。1994年的《喚醒》和2002年的《六級內部亂流》也分別登上第32和第46名，並廣泛獲得正面評價。1999年的《一個記憶的場景》獲美國《吉他世界》雜誌評為「有史以來最偉大的一百張吉他專輯」第95名、英國《經典搖滾》雜誌「十五張最棒的概念專輯」、美國《滾石》雜誌「有史以來最棒的前衛專輯」。《六級內部亂流》發行時，也使夢劇場登上美國《娛樂週刊》的封面，儘管該雜誌向來只喜歡流行音樂。
樂團的第十一張專輯《峰迴路轉》中，收錄的歌曲〈天使的背影〉獲得第54屆葛萊美獎「最佳硬搖滾／金屬樂演奏獎」提名，是夢劇場第一次榮獲葛萊美獎的青睞。續作同名專輯《夢劇場》中的〈心魔〉再度獲得第56屆葛萊美獎「最佳金屬樂演奏獎」提名。2013年4月9日，《影像與文字》贏得美國《響度導線》雜誌讀者票選為「三月金屬瘋：史上最佳金屬專輯」，擊敗了迪歐的《神聖潛水者》、AC/DC的《回歸黑暗》、猶大祭司的《尖叫復仇》、麥加帝斯的《歸於死寂》和金屬製品的《傀儡之王》。截至2011年，夢劇場已在全球售出超過1200萬張唱片。截至2016年，已發行13張錄音室專輯、8張現場專輯、1張EP、1張精選輯、8張影像作品、27張單曲和18支音樂錄影帶。

## 歷史

### 組建與早期（1985 - 1987年）

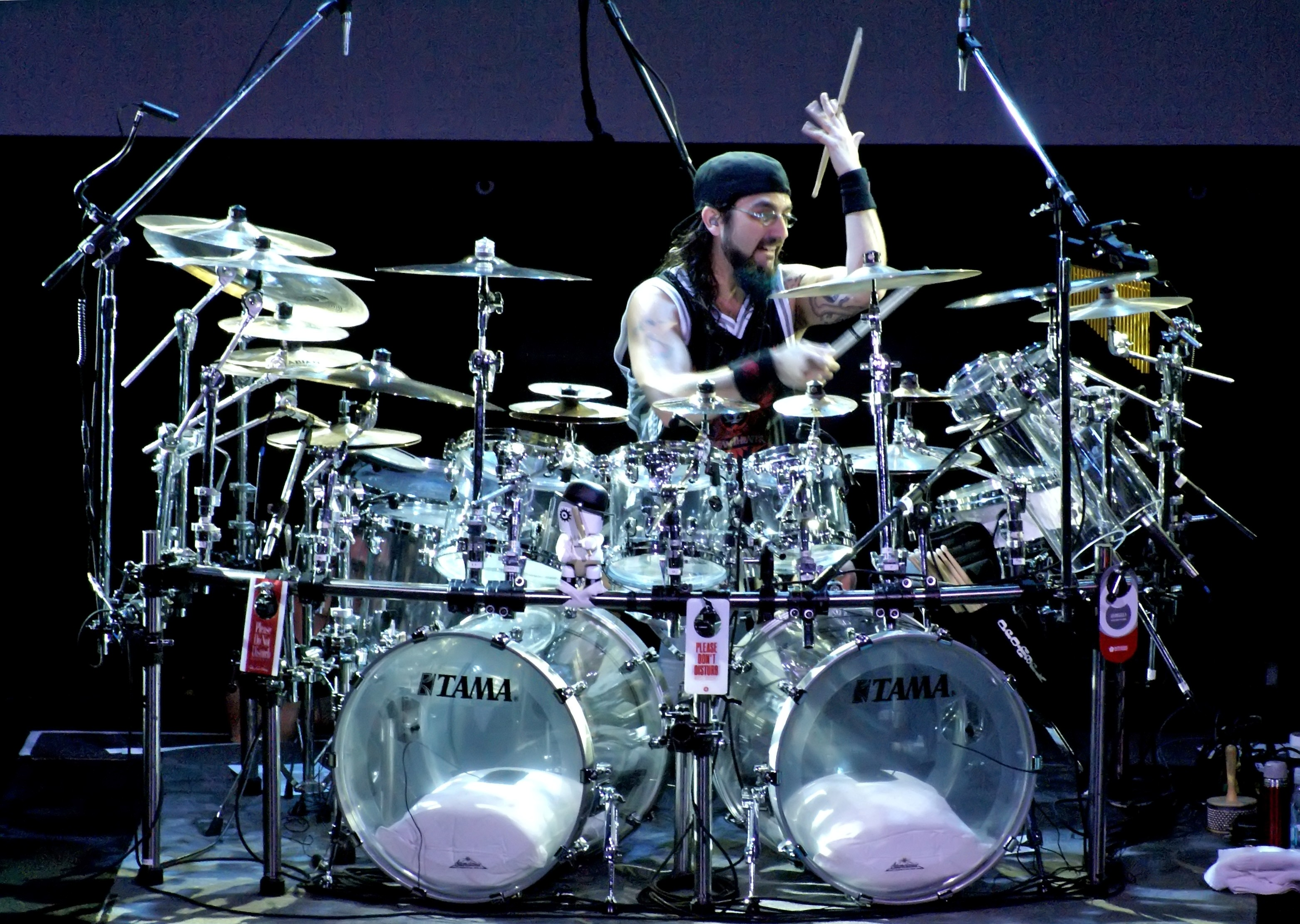
夢劇場創始人之一的麥克·波諾，他於2010年離開樂團，又於2023年迴歸樂團。

1985年，麻薩諸塞州波士頓的吉他手約翰·帕特西和貝斯手約翰·邁恩決定利用在伯克利音樂學院的課餘時間組一個樂團，他們在學校裡的練團室發現一名技術出色的鼓手麥克·波諾，經過兩天的遊說後也加入樂團。三人開始練習匆促樂團和鐵娘子的歌曲。根據2006年《二十周年紀念世界巡演唱會實況》內收錄的紀錄片資訊，當時三人在伯克利演藝中心一邊排隊買匆促樂團的演唱會門票，一邊從隨身音響聽著匆促樂團的〈巴士底之日〉，麥克·波諾突然說：「哇！這音樂聽起來真是太雄偉宏大了！」，後來三人便將樂團取名為至尊王權（英語：Majesty），這是夢劇場的前身。隨後三人開始尋找適當的人選擴大樂團，約翰·帕特西找來他的高中同學凱文·摩爾當鍵盤手，另一位同鄉的朋友克里斯·科林斯向樂團自薦，在他唱了德國女皇的〈帝國皇后〉之後，開始擔任主唱。樂團完成了五人編制後，約翰·帕特西、約翰·邁恩和麥克·波諾這三位創始人便忙碌於學業、打工和練團中，他們逐漸認為從學校裡已經學不到什麼了，便離開了伯克利音樂學院，專心致力於發展音樂。凱文·摩爾也為了專心在樂團上，離開當時就讀的紐約州立大學弗雷多尼爾分校。
1986年的初期，樂團開始在紐約市及其周邊地區舉行各種演唱會。與此同時，樂團錄製了一系列的《至尊王權試聽帶》。初版一千張拷貝在半年內銷售一空，私下轉錄的盜版錄音帶也開始席捲了前衛金屬樂界。雖然日後透過麥克·波諾成立的即興商場唱片發行過《至尊王權試聽帶》的音樂光碟版本，但現在仍然可以買到和初版一樣的錄音帶版本。1986年11月，經過幾個月的創作和表演之後，主唱克里斯·科林斯因為不理想的歌唱表現而被樂團開除。在經過長達一年的尋覓和試唱後，經驗豐富、年齡也比其他成員大上十多歲的查理·多米尼克於1988年開始擔任起樂團的主唱。由於查理·多米尼克的表現十分穩定，他們在紐約市和附近地區的表演機會越來越多，獲得了大量曝光。不過在招募到查理·多米尼克之後不久，他們才知道和另一組拉斯維加斯爵士樂團撞名了。由於對方揚言要控告他們盜用樂團名稱、違反了智慧財產權，所以樂團被迫要改成另一個新名字。他們想出許多點子、並討論了很多次改名方案。樂團曾經短暫的改叫玻璃人達一個星期，然而觀眾對這個改名的反應不佳，於是又想改成魔術師和M1，不過成員最後都決定不採用這兩個名字。最後，麥克·波諾的父親提出建議，改用加州蒙特雷一間小電影院——「夢劇場」（英語：Dream Theater）來作為樂團的新名字。

### 《晝間夢境》、開除查理·多米尼克（1988 - 1990年）
憑藉其新的名字和樂團的穩定性，夢劇場專注於在紐約和鄰近地區舉辦更多演唱會、創作更多音樂。這最終引起了美國音樂公司的子公司機械師唱片的關注。1988年6月23日，夢劇場與機械師唱片簽訂了第一張專輯的合約。7月18日，成員在葛雷溫的勝利錄音室開始錄製專輯。他們花了十天錄製曲目，整個專輯在8月12日完成。1989年3月6日，發行第一張專輯《晝間夢境》，但是所引起迴響遠低於樂團的預料，機械師唱片不但沒有宣傳、也違反了合約中大部分的財務協議，使樂團被限制只能在紐約市附近表演，新專輯的宣傳演唱會也只在紐約和長島舉行了五場後就喊停。他們的第一場演出是4月28日在紐約灣岸為斑馬樂團暖場。
在第四場宣傳演唱會後，主唱查理·多米尼克被樂團開除，因為夢劇場開始感到他的音域有限、爆發力不足、樂曲因為人聲而受到侷限，基於樂團追求的音樂風格，成員希望能找到一個更像布魯斯·迪金森或傑夫·塔特風格的主唱，而查理·多米尼克的舞台表現並不是他們想要的台前人物。不久之後，來自英國的海獅樂團邀請夢劇場在11月14日為他們暖場。這是查理·多米尼克最後一次以夢劇場主唱的身份演出。待夢劇場找到繼任主唱時，已經是一年多後以後的事情了。

### 詹姆斯·拉畢加入、《影像與文字》（1991 - 1993年）

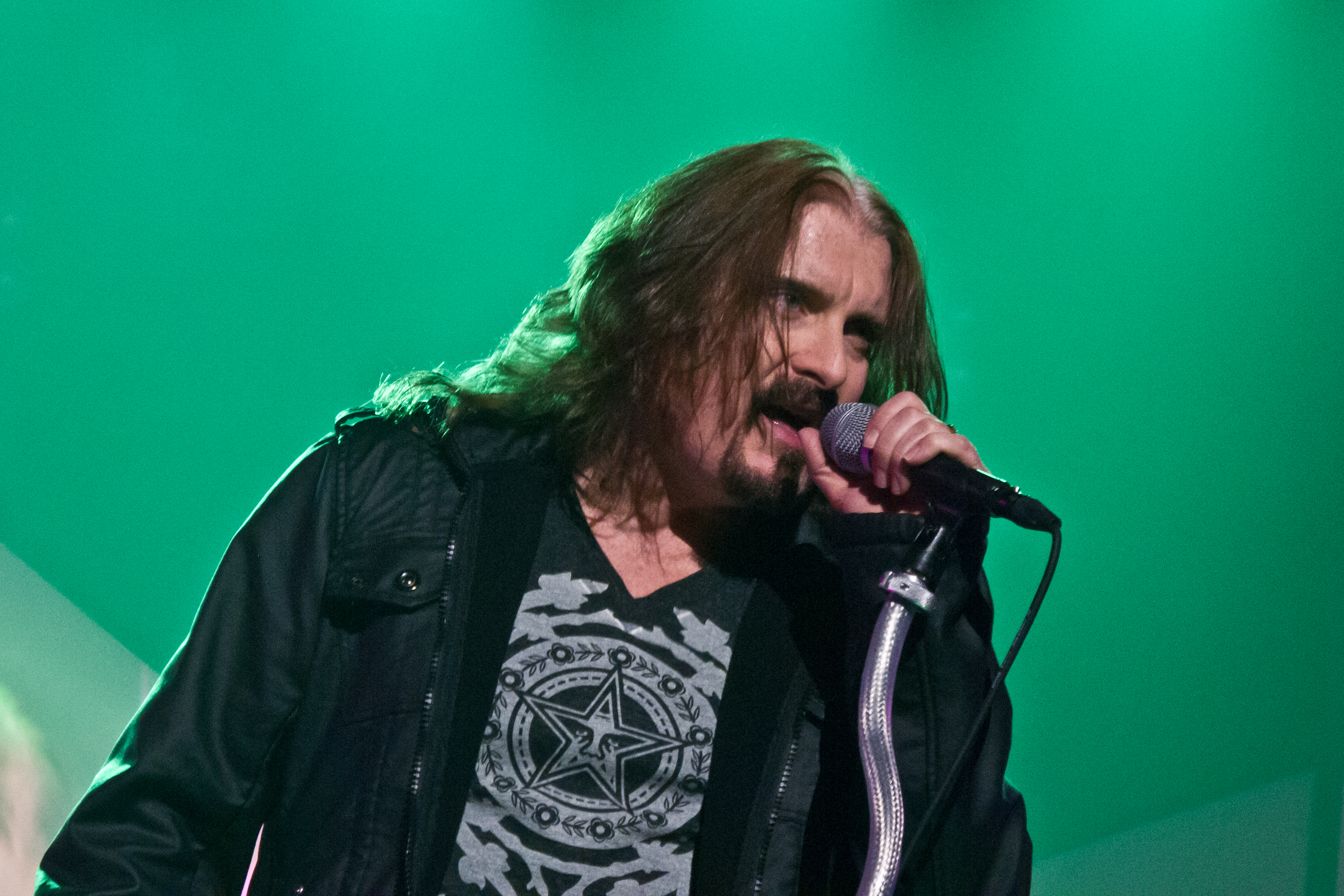
詹姆斯·拉畢自1991年1月後，便一直是夢劇場的主唱。

在查理·多米尼克離開之後，樂團也順利與機械師唱片解約，同時開始進行新主唱人選試唱和創作新曲的工作。試唱期間，他們甄選了超過兩百人，當中包括命運警示的前主唱約翰·亞許，他最終自己選擇不加入夢劇場。1990年中期，在紐約舉行的一場演出中，夢劇場介紹新主唱史提夫·史東出場演出，當時這位歌手已經成功與夢劇場錄好一張試聽帶了，但是他在這次現場表演後就被開除了。根據麥克·波諾的說法，是因為史提夫·史東在舞台上的表現欠佳。五個月後，夢劇場再次公開演出，這一次是全樂器演奏。直到1991年，樂團仍然專注於尋找新主唱並創作新歌。在他們找到新任主唱前，便已經創作好下一張專輯的大部分內容了。
1991年1月，樂團收到加拿大華麗金屬樂團冬季玫瑰主唱凱文·詹姆斯·拉畢寄來的試聽帶，當時夢劇場才正打算錄取另一位歌手。樂團對凱文·詹姆斯·拉畢在試聽帶中的歌聲印象深刻，便立刻請他飛往紐約作一次正式的試唱。在樂團面前唱了三首歌之後，夢劇場便錄用凱文·詹姆斯·拉畢為正式的主唱。為了避免和鍵盤手凱文·摩爾的名字混淆，他開始改用使用中間名，此後即以詹姆斯·拉畢為藝名進行所有活動。在接下來的幾個月裡，樂團重返現場公開表演的活動（大部分都在紐約市），同時將先前創作好的歌曲配上主唱部份。幻影殺手唱片旗下子公司阿特科唱片（現東西唱片公司）與該公司總裁德里克·舒爾曼，只憑三首歌曲的試聽帶即與夢劇場簽下七張專輯的合約（夢劇場日後透過樂迷俱樂部發行了《阿特科唱片試聽帶》）。
1991年10月至12月，樂團在紐約開始錄製新專輯。1992年7月7日，在阿特科唱片旗下發行第二張專輯《影像與文字》，夢劇場原本打算發行一張雙碟專輯，但由於唱片公司拒絕，導致樂團從專輯中省去了幾首歌曲。該專輯登上美國告示牌二百強專輯榜第61名、德國官方排行榜第94名、義大利專輯排行榜第88名。為了促銷，唱片公司發行了一首單曲〈改天再試〉及它的音樂錄影帶，但沒有產生重大的商業影響。然而，另一首專輯收錄曲〈拖我下沉〉卻在沒有任何刻意宣傳的情況下，獲得了許多廣播電台青睞而熱門播放。為了回應市場人氣，唱片公司於8月29日發行〈拖我下沉〉的單曲並製作了音樂錄影帶，獲得美國音樂電視頻道MTV的頻繁輪播。第三個音樂錄影帶是為〈不急不徐〉製作的，但是並沒有像〈拖我下沉〉那樣成功。
由於〈拖我下沉〉獲得亮眼表現，再加上夢劇場於美國和日本的影像與巡演之旅演唱會票房告捷，讓《影像與文字》獲得了美國唱片業協會的金唱片認證、日本唱片協會的白金唱片認證。而這張唱片得到了許多樂評人的讚賞，並且將它視為前衛金屬發展上的一個里程碑，也是夢劇場在商業上最成功的一張專輯。1993年3月30日，影像與巡演之旅的第三階段表演行程來到歐洲，其中第一場在英國倫敦跑馬燈俱樂部的表演實況，錄製成夢劇場的第一張現場專輯《倫敦現場演唱實況》，於同年9月3日發行。此外，樂團在日本東京中野太陽廣場的表演實況、加上一些成員採訪和紀錄短片，也製作為夢劇場的第一張影像作品《影像與文字：東京現場演唱實況》，於同年11月16日發行。

### 《喚醒》、凱文·摩爾離開、德瑞克·席瑞恩加入（1994 - 1995年）
經過一段時間的創作後，夢劇場於1994年5月進入洛杉磯北好萊塢著名的一對一錄音室工作。1994年10月4日，發行第三張專輯《喚醒》，登上美國告示牌二百強專輯榜第32名、德國官方排行榜第15名、瑞典熱門音樂榜第5名、日本公信榜第7名、瑞士百強專輯榜第12名、荷蘭專輯排行榜第33名、英國專輯排行榜第65名。該專輯的音樂風格明顯比前作更重，造成一些死忠樂迷的批評，但是音樂評論家仍然表達了正面評價，樂團也吸收了更多新的樂迷。然而，在專輯混音完成之前，鍵盤手凱文·摩爾便已告知其他成員退出的意願，因為他不再對夢劇場的音樂風格感興趣，希望專注於自己的音樂興趣。樂團被迫緊急尋找一個替代的鍵盤手，才能開始安排宣傳新專輯的巡迴演唱會。
曾是英格威·瑪姆斯汀和迪歐樂團鍵盤手的延斯·喬韓森是當時試音人選中最有名氣的，不過夢劇場卻希望能招募到並不是十分出名的喬丹·羅德斯。約翰·帕特西和麥克·波諾是在一本鍵盤雜誌中的「最有才華新人榜」讀者票選中發現了喬丹·羅德斯這位樂手。兩人邀請他在加州柏本克與樂團一起演出。雖然那場演唱會圓滿成功，夢劇場也向他表達擔任正式成員的延攬之意，但喬丹·羅德斯選擇加入給予他更多自由的迪克西人渣。夢劇場最後雇用曾與埃利斯·庫珀和接吻樂團一起巡演和錄音的伯克利音樂學院校友德瑞克·席瑞恩，讓他支援1994年10月20日展開的喚醒世界巡迴演唱會。1995年8月，巡演結束之後，德瑞克·席瑞恩成為夢劇場正式的新任鍵盤手。

### 《季節變幻》、《萬劫不復》（1995 - 1998年）
再次更換成員的夢劇場，並沒有在巡演結束後立即創作新作品。然而當時規模最大的夢劇場樂迷俱樂部開始以郵寄清單（夢劇場樂迷們當時最主要的交流形式）呼籲樂團發行〈季節變幻〉，這首歌曲在1989年就已完成，原本計劃要收錄在《影像與文字》這張專輯中，但由於長度將近17分鐘，所以樂團將這首歌的出版計畫無限延期。雖然他們偶爾會在現場表演這首歌，觀眾回應也很好，樂團一直到1995年都還有持續的修改，但是直到樂迷寄了連署書給唱片公司前，樂團都沒有任何將這首歌出版的跡象。
最終，樂迷的請願奏效。樂團在1995年4月進了紐約熊跡錄音室重新編寫並錄製〈季節變幻〉，最後完成了超過23分鐘的長篇鉅作。這也是鍵盤手德瑞克·席瑞恩加入夢劇場後第一次編寫的作品，歌曲裡有很多他的個人音樂風格。為了發行這首歌，他們想了很多點子，最後決定用EP的方式發行，以及當年早些時候在倫敦朗尼史葛爵士樂俱樂部翻唱的多首現場實況歌曲。1995年9月19日，發行為《季節變幻》。經過一些小型宣傳演唱會之後，夢劇場休息了幾個月。隨後他們透過官方樂迷俱樂部發行了一張聖誕節特別專輯，內容是早期的稀有現場演唱歌曲。夢劇場這項在聖誕節發行樂迷限定專輯的傳統，一直持續到2005年。
與此同時，樂團的唱片公司出現人事異動，主要的聯繫人遭到公司開除。因此，該公司的新團隊並不喜歡夢劇場之前的表現，便對他們施壓，要求樂團作一張更簡潔、更電台導向、更迎合大眾口味的專輯。樂團提報的歌曲都被否決，令他們十分沮喪。1997年6月至7月，樂團進入曼哈頓權化錄音室工作。唱片公司為了將夢劇場轉型為流行樂團，聘請了曾與奧莉薇亞·紐頓-強、旅程樂團合作的凱文·雪莉擔任唱片製作人。並找來曾與史密斯飛船、邦喬飛、史提芬·范、珍妮佛·羅許合作的德斯蒙·柴爾德與樂團一同編曲。夢劇場改編了德斯蒙·柴爾德的歌曲〈你我擇一〉，他們大大改動了全部的音樂，使得它與最初的試聽帶相去甚遠，最後改名為〈你不是我〉收錄在專輯當中。德斯蒙·柴爾德也對專輯產生了相當明顯的影響，夢劇場降低了整張新專輯的編曲複雜度，而且風格更加偏向流行音樂、更符合主流廣播電台的播歌標準。
樂團創作了將近兩張光碟的內容，包括銜接《影像與文字》中〈大都會第一樂章：奇蹟和沉睡者〉的續作。然而，唱片公司認為140分鐘的專輯對於一般大眾不好消化，不允許樂團發行雙專輯，所以有一半的歌曲必須捨棄。而主唱詹姆斯·拉畢也認為發行一張光碟就好。大部分當時沒發行的歌曲，在後來的聖誕節特別專輯、2007年私售的《萬劫不復試聽帶》或是演唱會上都可以聽到。1997年9月23日，發行第四張專輯《萬劫不復》，登上美國告示牌二百強專輯榜第52名、英國專輯排行榜第163名、瑞士百強專輯榜第43名、德國官方排行榜第9名、荷蘭專輯排行榜第16名、法國暢銷專輯榜第42名、瑞典熱門音樂榜第14名、挪威專輯排行榜第20名、芬蘭官方排行榜第5名。
這張新專輯收到資深樂迷褒貶不一的評價，大部分樂迷希望能再聽到另一張《影像與文字》或《喚醒》，雖然這張專輯適度收錄了一些前衛歌曲，但是像〈你不是我〉和〈空虛歲月〉這類流行風格的曲子，使外界相信夢劇場已經朝向流行音樂的方向邁進。《萬劫不復》無論在樂評和商業上的反應都不佳，特別是樂團已經遵從商業市場導向的要求，銷售量卻未能打破夢劇場的舊作。諷刺的是，原本唱片公司最喜歡並發行成單曲的〈你不是我〉和〈空虛歲月〉，在唱片市場上的反應也十分冷淡。雖然當時沒有公開發表，但是鼓手麥克·波諾後來在影像作品《1993 - 1998世界巡迴演唱會》中的紀錄片中透露，他在當時一直很沮喪，曾考慮過退出夢劇場。相較於麥克·波諾的評論，吉他手約翰·帕特西在2014年則說：「我認為這是一個很大的誤會，唱片公司對那張專輯沒有干涉，我們創作了我們想要的那種專輯」。1997年9月11日，夢劇場展開萬劫不復巡迴演唱會，在歐洲階段的行程中，樂團將法國的演唱會錄製為現場專輯《巴黎現場演唱實況》，和影像作品《1993 - 1998世界巡迴演唱會》同時於1998年10月27日發行，影片的內容包含了從鍵盤手凱文·摩爾離團到《萬劫不復》的巡迴演出實況。

### 喬丹·羅德斯加入、《一個記憶的場景》（1999 - 2000年）
1997年，大憲章唱片的擁有人麥克·瓦尼邀請麥克·波諾組成一支前衛金屬超級樂團、製作一張專輯，這項計畫成為夢劇場成員長期的次要項目。陣容為鼓手麥克·波諾、吉他手約翰·帕特西、貝斯手東尼·萊文與剛退出迪克西人渣的鍵盤手喬丹·羅德斯，該超級樂團取名為液體張力實驗。麥克·波諾和約翰·帕特西也利用這個合作機會不斷說服喬丹·羅德斯加入夢劇場。1999年，喬丹·羅德斯同意了，正式成為夢劇場第三任鍵盤手。德瑞克·席瑞恩也因此離開樂團。許多樂迷將《萬劫不復》的失敗怪罪在德瑞克·席瑞恩身上，而他離開後，夢劇場對批評的沉默也間接證實樂團的看法。
出道後第四次更換成員的夢劇場，於1999年進入熊跡錄音室工作，開始進行新專輯錄製。鑒於上一張專輯的失敗，這次唱片公司給予他們完全自由創作音樂的空間。而樂團先將在《萬劫不復》錄音時期就已經寫好、長達9分鐘但並未收錄在專輯中的〈大都會第一樂章：奇蹟和沉睡者〉續作拿出來製作。他們決定將這首作品延伸為一張完整包含轉世、謀殺和背叛的概念專輯。為了避免讓樂迷提前知曉新作品的內容，專輯的編寫及製作都十分保密。樂迷唯一知道的，只有不小心透露出去的曲目名稱和發行日期。不過專輯名稱、主題內容，甚至連這是一張概念專輯的事樂迷都完全不知道。
1999年10月26日，發行第六張專輯《一個記憶的場景》，該專輯得到了非常好的迴響，許多樂迷及音樂評論家將它譽為樂團的傑作。《一個記憶的場景》登上美國告示牌二百強專輯榜第73名、英國專輯排行榜第131名、瑞士百強專輯榜第44名、德國官方排行榜第8名、荷蘭專輯排行榜第28名、法國暢銷專輯榜第40名、瑞典熱門音樂榜第44名、挪威專輯排行榜第28名、芬蘭官方排行榜第6名。該專輯的混音工程雖然署名由大衛·波特諾進行，但最終收錄在專輯中的只有幾首歌是他負責，上一張《萬劫不復》的唱片製作人凱文·雪莉又重新混音了大量成品。其餘未收錄在《一個記憶的場景》中的混音作品，則可以在樂團2003年官方私售的《一個記憶的場景 – 製作花絮》中聽到。
2000年1月31日，夢劇場展開都市兩千巡迴演唱會，規模遠比樂團以往的巡演都大，這些演唱會都呈現了新專輯中的電影戲劇性，第一階段會完整的演出《一個記憶的場景》整張專輯曲目，舞台上更播放敘述專輯故事的影片。而演唱會的第二階段則是表演舊作，再加上一點翻唱的歌曲。2000年8月30日在北美洲階段的最後一場演唱會中，樂團在紐約的玫瑰園舞廳聘請了演員來詮釋專輯故事中的角色，並增加一組唱詩班在某些部分演唱。這場演出實況也特別錄製下來，於2001年3月20日發行為影像作品《一個記憶的場景：紐約現場》，獲得美國唱片業協會的金唱片認證。
由於絕大部分歌曲實況在《一個記憶的場景：紐約現場》版本中因為容量太大而刪去，夢劇場在2001年9月11日發行完整收錄二十五首曲目的現場專輯《紐約現場演唱實況》。原始封面將夢劇場早期的心臟標誌（《影像與文字》時期的一顆燃燒心臟，代表耶穌聖心）改成一顆象徵紐約的大蘋果，再加上起火的紐約天際線，包括自由女神像和世界貿易中心的剪影。不巧的是，專輯發行當天發生了九一一襲擊事件，因此原始版本馬上被回收，許多夢劇場的收藏家將這個版本視為非常稀有的收藏品。而這張專輯在不久之後，修改了封面再次發行。

### 《六級內部亂流》（2001 - 2002年）

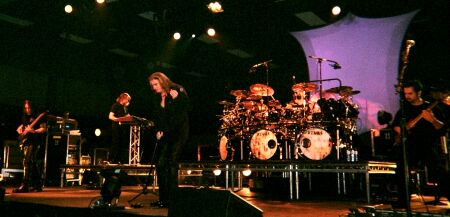
2002年的夢劇場。

2001年底，夢劇場到熊跡錄音室開始新專輯的錄製工作。在他們四年前第一次向唱片公司提出雙專輯的構想遭到否決之後，他們這次終於獲得了機會。第一張光碟收錄五首長度在7到13分鐘之間的曲子，探討酒精中毒、喪失信念、自閉、生與死的聖潔。第二張光碟則收錄一首長達42分鐘的同名歌曲，這也是夢劇場迄今為止寫過最長的一首歌，它分為八個部分，探討了六個人因為罹患精神疾病而受苦的故事，包括躁鬱症、創傷後壓力症候群、思覺失調症、產後抑鬱症、自閉症和解離性人格障礙。這首歌曲的旋律和音樂主體都是由喬丹·羅德斯創作，其餘成員在那首歌曲中增加不同的曲調和想法，形成一首具有章節故事的完整歌曲。
2002年1月19日，夢劇場展開世界亂流巡迴演唱會，並在一些表演中加上特別演出，包括翻唱金屬製品的《傀儡之王》和鐵娘子的《獸名數目》專輯曲。1月29日，發行第六張專輯《六級內部亂流》，受到音樂評論家和新聞界的好評，這是夢劇場自《喚醒》以來最受廣播電台歡迎的專輯。它登上美國告示牌二百強專輯榜第46名、告示牌熱門網路專輯排行榜第1名、瑞士百強專輯榜第52名、德國官方排行榜第12名、奧地利專輯排行榜第73名、法國暢銷專輯榜第17名、荷蘭專輯排行榜第14名、比利時專輯排行榜第35名、義大利專輯排行榜第5名、瑞典熱門音樂榜第12名、挪威專輯排行榜第16名、芬蘭官方排行榜第2名、丹麥專輯排行榜第33名。

### 《思想列車》（2003 - 2004年）
2003年初，凱文·摩爾和麥克·波諾在相隔九年後再次合作，他們與命運警示吉他手及創作者吉姆·馬特奧斯和肖恩·馬龍組成企劃樂團OSI。他們的首張專輯《戰略影響局》聽來像是凱文·摩爾的樂團綠布景加重版，這張專輯在前衛音樂界和夢劇場的樂迷中收到了很好的迴響。2月，夢劇場先用三個禮拜的時間創作歌曲和內容。3月至9月，才進入錄音室開始新專輯的錄製工作。6月23日，在錄製工作進行到一半時，夢劇場和另外兩支前衛金屬樂團德國女皇及命運警示舉行了逃離錄音室巡迴演唱會，在北美演唱了三十二個場次。命運警示擔任暖場，德國女皇和夢劇場聯名、輪流擔任壓軸演出，安可階段時夢劇場則和德國女皇同台演出，常常互相翻唱對方的歌曲，這趟巡演在8月2日結束。
完成巡演後，夢劇場回到錄音室完成錄製工作。2003年11月11日，發行第七張專輯《思想列車》，登上美國告示牌二百強專輯榜第53名、英國專輯排行榜第146名、瑞士百強專輯榜第44名、德國官方排行榜第16名、奧地利專輯排行榜第66名、法國暢銷專輯榜第24名、荷蘭專輯排行榜第21名、比利時專輯排行榜第76名、義大利專輯排行榜第11名、葡萄牙專輯排行榜第21名、瑞典熱門音樂榜第9名、挪威專輯排行榜第9名、芬蘭官方排行榜第9名。與之前專輯形成鮮明對比的是——這次他們專注在每首歌各自的內容，而非概念專輯。這個轉變的靈感是先前在演唱會上翻唱《傀儡之王》和《獸名數目》時萌生的，因此《思想列車》這張專輯中的重金屬部分也有這兩張專輯的影子。專輯取得了關鍵的成功，音樂評論也多屬正面，但是其更加直接的重金屬風格仍與那批喜歡前衛搖滾的資深夢劇場樂迷疏遠了，也使樂團更受重金屬和新金屬樂迷的歡迎。2004年1月16日，樂團展開思想列車巡迴演唱會，在北美第二階段為是的暖場。2004年10月5日，發行在日本武道館錄下的實況為影像作品和現場專輯《東京現場演唱實況》，獲得美國唱片業協會的白金唱片認證。

### 《第八樂章》（2005 - 2006年）

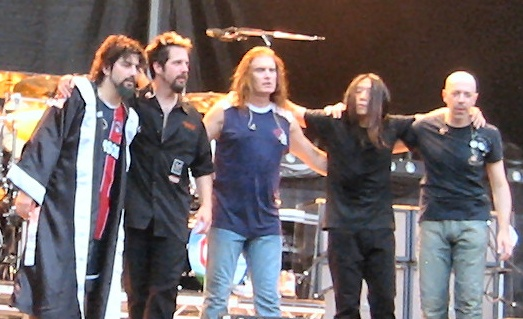
夢劇場在第八樂章巡迴演唱會法國巴黎演唱會的尾聲謝幕，由左至右分別為麥克·波諾、約翰·帕特西、詹姆斯·拉畢、約翰·邁恩和喬丹·羅德斯。

完成思想列車巡迴演唱會之後，夢劇場於2004年11月進入開工錄音室進行新專輯的錄製工作。這也是該錄音室製作的最後一個作品，錄製完這張專輯後就正式關閉了。在此之前，麥可·傑克森、瑪丹娜、史提夫·汪達、U2和約翰·藍儂都曾在這個錄音室做過專輯。這次樂團想平衡《思想列車》的沈重金屬感，據約翰·帕特西表示，《思想列車》是夢劇場風格最重的專輯，而這次將會回到早期一點的樂團風格，有重金屬也有前衛風格。麥克·波諾補充說，以往他們的歌曲以長篇為主，每首歌都敘說著一段傳說或事件，這樣的曲式已成為一種公式，所以這次樂團要打破此一公式，讓歌曲更為精簡。
2005年6月7日，發行第八張專輯《第八樂章》，登上美國告示牌二百強專輯榜第36名、英國專輯排行榜第72名、瑞士百強專輯榜第25名、德國官方排行榜第15名、奧地利專輯排行榜第35名、法國暢銷專輯榜第18名、荷蘭專輯排行榜第9名、比利時專輯排行榜第48名、義大利專輯排行榜第2名、西班牙專輯排行榜第31名、葡萄牙專輯排行榜第15名、瑞典熱門音樂榜第4名、挪威專輯排行榜第9名、芬蘭官方排行榜第2名、日本公信榜第10名。
《第八樂章》呈現夢劇場不同的音樂方向，它收錄的八首歌曲中包括麥克·波諾《戒酒十二組曲》中的〈萬罪之源〉（十二個步驟中的第六和第七項）和同名曲〈第八樂章〉，以及時間達24分鐘史詩般的長篇歌曲（犧牲的子民），它們採用了一個管弦樂團在當中，包括七位小提琴手、兩位中提琴手、兩位大提琴手、一位笛手和兩位法國號手。（答案與你同在）也採用了弦樂四重奏。《第八樂章》收到褒貶不一的評價，它的優劣性一直是樂界激烈爭論的話題之一。《第八樂章》也是他們與幻影殺手唱片七張專輯合約中的最後一張專輯，當年該公司吞併東西唱片公司後繼承了合約。
2005年6月10日，夢劇場展開第八樂章巡迴演唱會，慶祝他們成立樂團的二十週年。巡演中也接受戴夫·馬斯泰恩邀請，參加了麥加帝斯主辦的首屆浩瀚巡迴音樂節，與恐懼工廠、永不超生、X交響樂樂團和炭疽樂團同場演出。2005年8月2日，樂團在達拉斯舉行的演唱會中，向潘特拉被槍殺的吉他手戴姆拜格·達雷爾致敬，他們翻唱了歌曲〈墓地的大門〉作為安可秀。舞台上，同時還加入了X交響樂樂團主唱羅素·艾倫、恐懼工廠主唱伯頓·C·貝爾和麥加帝斯主唱兼吉他手戴夫·馬斯泰恩，與夢劇場同台共演。夢劇場後來沒有參與第一屆浩瀚巡迴幾個最後的場次，並繼續進行自己的一系列演唱會，其中幾場是特別為夢劇場的樂迷俱樂部舉辦的。二十週年紀念巡演結束於2006年4月1日紐約無線電城音樂廳，雖然這場演出的事前宣傳非常少，但是門票在開賣的幾天內就售罄了。它的實況錄製為影像作品和現場專輯《二十周年紀念世界巡演唱會實況》，於2006年8月29日透過犀牛娛樂發行，其中包含樂團歷年具有特色的歌曲，以及下半場與一個完整的交響樂團合奏的實況紀錄（第八樂章交響譽團，包含小提琴、中提琴、大提琴、長笛、法國號、低音長號、降B大調單簧管、小號和打擊樂器）。2006年10月11日，《二十周年紀念世界巡演唱會實況》在美國獲得白金唱片認證，成為夢劇場的第三張暢銷影像作品。

### 《徹底混沌》、《闇黑光明雙精選》（2006 - 2008年）

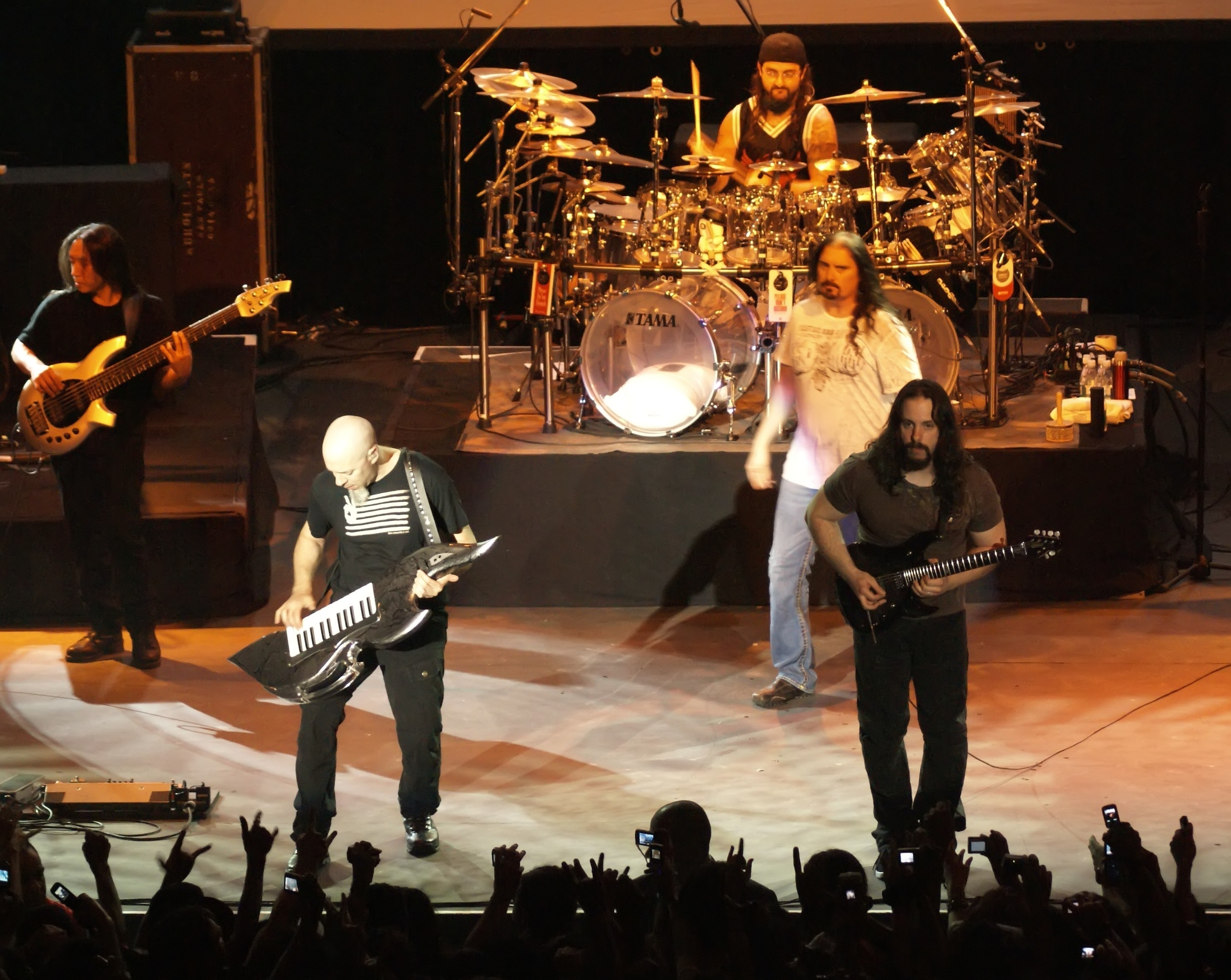
2008年的夢劇場。

2006年4月，在樂團首次於無線電城音樂廳演出後，成員決定休息一陣子。同年9月，夢劇場進入權化錄音室展開新專輯的錄製工作，他們聘請保羅·諾斯菲爾德擔任音訊工程師。這次的歌曲主題包括出賣靈魂、謀殺、報復、躁鬱症、強迫症等心理與精神層面。並在〈悔悟〉一曲中邀請了滑結主唱科瑞·泰勒、吉他演奏家史提芬·范、世界摔角娛樂明星克里斯·傑利可、麥加帝斯貝斯手大衛·艾利弗森、救贖代價主唱兼吉他手丹尼爾·吉爾登洛、海獅樂團主唱兼鍵盤手史提夫·霍加斯、吉他演奏家喬·沙翠亞尼、殘月魔都主唱兼吉他手麥可·雅各法爾、刺蝟上樹主唱兼吉他手史提夫·威爾森、是的前主唱喬恩·安德森、史巴克的鬍子前主唱尼爾·莫爾斯客串獨白。
2007年，夢劇場與走鵑唱片簽約。同年6月5日，發行第九張專輯《徹底混沌》，登上美國告示牌二百強專輯榜第19名、英國專輯排行榜第25名、加拿大專輯榜第15名、瑞士百強專輯榜第14名、德國官方排行榜第7名、奧地利專輯排行榜第20名、法國暢銷專輯榜第17名、荷蘭專輯排行榜第2名、比利時專輯排行榜第44名、義大利專輯排行榜第2名、西班牙專輯排行榜第26名、葡萄牙專輯排行榜第23名、瑞典熱門音樂榜第5名、挪威專輯排行榜第3名、芬蘭官方排行榜第3名、澳大利亞唱片業協會榜第23名、日本公信榜第12名。同年，夢劇場官方授權的第一本樂團傳記《重獲新生》出版，記錄樂團成立的頭二十年歷史。
2007年6月3日，夢劇場展開啟動混亂巡迴演唱會，登上金屬之神音樂節，同場演出的還有天堂與地獄、霧都魔堡、寂靜黑暗、X交響樂樂團、咒逐和盲人守護者等。隨後也參加了歐洲其他各種音樂節，包括荷蘭的搖滾運動場音樂節、英國的下載音樂節、法國的地獄盛宴音樂節等。7月24日，從加州聖地牙哥展開北美巡演階段，由贖罪樂團和永劫回歸擔任暖場團。2008年，樂團到亞洲、南美洲和澳洲首次演出。啟動混亂巡迴演唱會一直持續到2008年3月14日結束。同年4月1日，發行第一張精選輯《闇黑光明雙精選》，登上美國告示牌二百強專輯榜第122名、英國專輯排行榜第113名、
瑞士百強專輯榜第62名、德國官方排行榜第77名、荷蘭專輯排行榜第52名、比利時專輯排行榜第74名、義大利專輯排行榜第37名、瑞典熱門音樂榜第46名、挪威專輯排行榜第12名、日本公信榜第28名。
與其他大多數音樂團體的精選輯不同，夢劇場成員積極參與了這張雙光碟精選輯，他們挑選出自認最能代表樂團音樂生涯的曲目，包含第二張專輯《影像與文字》裡重新混音的三首曲子、五首重新編曲的舊作，以及來自單曲B面的曲子。隨後，鼓手麥克·波諾組織了一趟巡演，名為前衛國度巡迴演唱會，於2008年4月29日展開，同行的還有殘月魔都與埋葬和我之間。這與以前的夢劇場巡演不同，他們到以往不曾去過的城市舉行演唱會（如加拿大溫哥華）、或他們已經好幾年沒有再回去表演的城市。巡演於同年6月4日結束。2008年9月30日，發行影像作品和現場專輯《啟動混亂-世界巡迴實錄》，內容是啟動混亂巡迴演唱會期間的演唱會紀錄。

### 《困頓與光明》（2008 - 2010年）
2008年10月7日，夢劇場進入權化錄音室展開新專輯的錄製工作，保羅·諾斯菲爾德依然擔任音訊工程師。2009年6月6日，夢劇場展開困頓與光明巡迴演唱會。同年6月23日，發行第十張專輯《困頓與光明》。除了標準光碟版本外，還有黑膠唱片版以及三片光碟的特別版本。特別版本包括翻唱彩虹、皇后樂團、鐵娘子、深紅之王等經典樂團的歌曲，和一片純樂器演奏版光碟。《困頓與光明》登上美國告示牌二百強專輯榜第6名，第一週的銷量達四萬多張，創下夢劇場的最高紀錄。其他主要國家的排名分別為英國專輯排行榜第23名、加拿大專輯榜第5名、瑞士百強專輯榜第9名、德國官方排行榜第3名、奧地利專輯排行榜第18名、法國暢銷專輯榜第9名、荷蘭專輯排行榜第3名、比利時專輯排行榜第36名、義大利專輯排行榜第5名、西班牙專輯排行榜第13名、葡萄牙專輯排行榜第14名、瑞典熱門音樂榜第3名、挪威專輯排行榜第7名、芬蘭官方排行榜第1名、丹麥專輯排行榜第26名、澳大利亞唱片業協會榜第16名、墨西哥百強專輯排行榜第37名、匈牙利唱片協會榜第1名、日本公信榜第8名。
《困頓與光明》中包括了麥克·波諾《戒酒十二組曲》中的最終章〈破碎堡壘〉（十二個步驟中的第十到第十二項，不過麥克·波諾從來沒有機會在現場表演它），且有別於以往的虛構故事主題，〈入會儀式〉一曲描寫了世界上最大的古老神秘組織共濟會，〈最美好的時光〉則是麥克·波諾寫給因癌症過世的父親，他說：「我爸在專輯製作期間與癌症戰鬥著，最後離開了人世……這是非常沉重的打擊」。樂團在發片後舉行了第二屆前衛國度巡迴演唱會，暖場團包括精靈天皇、重磅高峰會（北美洲階段）、扎帕樂團（北美洲階段）、殘月魔都（歐洲階段）、不期不待（歐洲階段）。救贖代價和鬚魚樂團因為在巡演期間都面臨唱片公司財務困難，所以沒有辦法加入演出行列。
前衛國度巡迴演唱會結束之後，夢劇場進入錄音室，為動作冒險遊戲《戰神III》迷你原聲帶《戰神：浴血金屬》錄音，夢劇場貢獻的曲子為〈野狗〉，這是樂團首次為外部項目創作並錄製的專屬音軌，其他參與的樂團還有終極殺戮、混種魔獸、黎明曙光、殘月魔都和冷血叛徒。〈野狗〉是鍵盤手喬丹·羅德斯第一次使用哈撥琴錄製的曲子，也是鼓手麥克·波諾退出夢劇場前錄製的最後一首作品。2009年12月，困頓與光明巡迴演唱會的澳洲階段由救贖代價擔任暖場團。2010年3月，他們與精靈天皇一起到南美洲巡演。之後，2010年夏天，夢劇場擔任鐵娘子的暖場團，這是鐵娘子2010年終極邊境之旅的美國和加拿大行程，除了溫尼伯的場次外，夢劇場都在每一場演唱會為前輩完成了開場。2010年2月17日，因七級煉獄鼓手詹姆斯·歐文·沙利文突然逝世，該樂團成員向他生前最敬仰的鼓手麥克·波諾提出協助請求，麥克·波諾便支援了七級煉獄的巡迴演出及新專輯《夢靨》的錄音。麥克·波諾表示，在這種令人難以置信的悲傷狀況下，很榮幸被請求和七級煉獄一起工作，希望這能給他們時間從傷痛中恢復，並且會懷著最大的敬意來參與專輯錄音，盡可能將詹姆斯生前為新專輯所寫的鼓點和想錄製的樣子呈現出來。

### 麥克·波諾離開、麥克·曼基尼加入（2010 - 2011年）

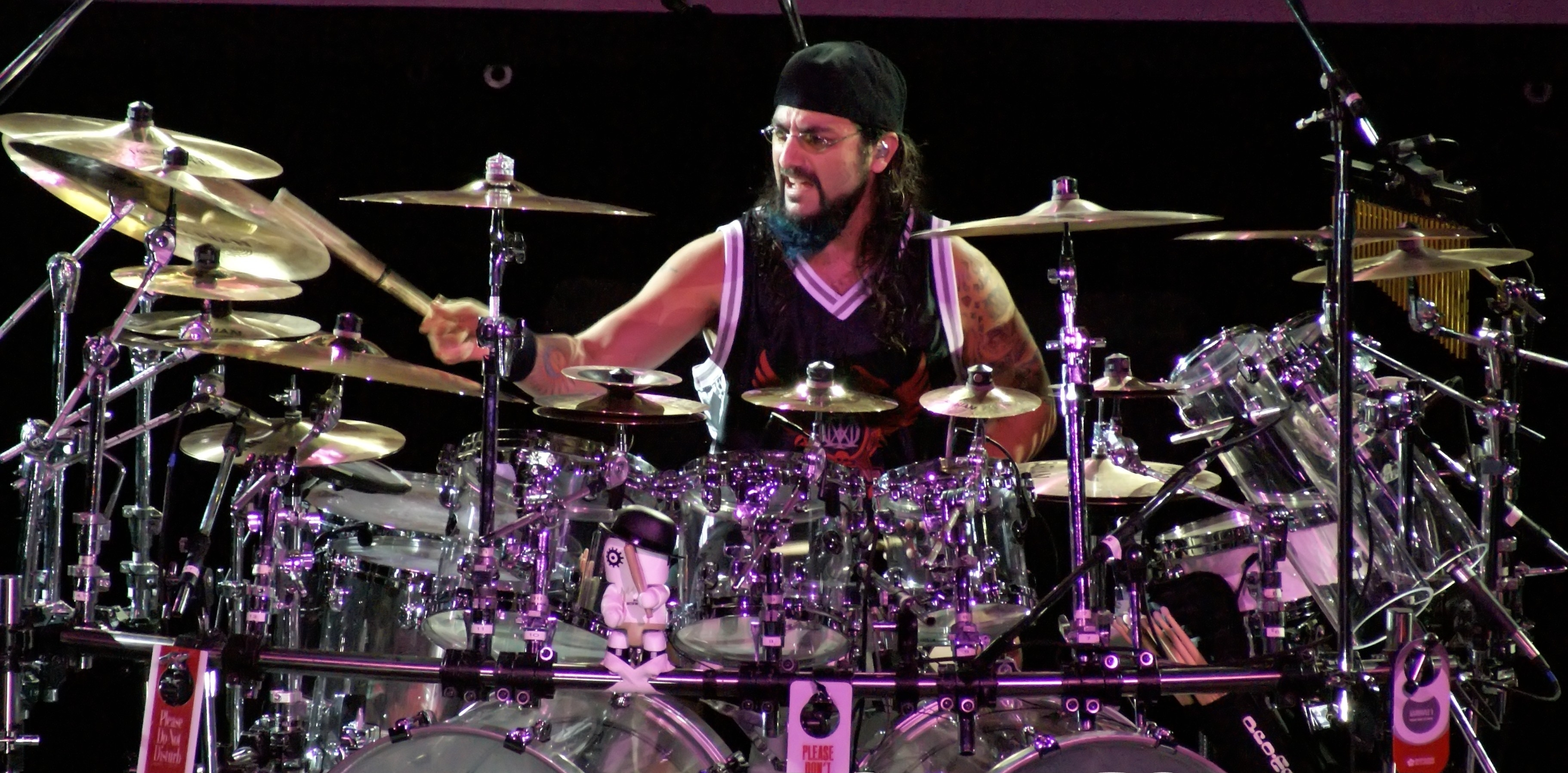
創始人之一、鼓手麥克·波諾於2010年9月8日離開了夢劇場。

2010年9月8日，樂團創始人之一、鼓手麥克·波諾宣布離開夢劇場。他在個人網頁上表示，離開夢劇場並非匆促下的決定，他在過去與其他樂團合作後發現，待在夢劇場的樂趣和成員關係已經不如從前。他認為精力已耗竭殆盡的自己需要休息一段時間充電，來讓夢劇場更好。然而其他成員不認同他的提議，寧願更換鼓手也不肯中止活動。因此麥克·波諾決定自己退出夢劇場，不違背其他成員的意願。他強調，是因為想要休息而不是分道揚鑣，而且若被迫繼續擔任鼓手下去，便會違背做音樂的初衷，因此只能退出。根據英國「音樂雷達」網站的報導，另外一位樂團創始人約翰·帕特西表示，麥克·波諾原本不想離開夢劇場，只是提議休息五年。他經過長達一年的內心掙扎後，最終希望能暫停夢劇場的音樂活動，不過其他成員拒絕麥克·波諾之後，他才決定退出。
麥克·波諾離開後，他與其他夢劇場成員的關係變得十分緊張。2011年2月，麥克·波諾抱怨，夢劇場中沒有任何人願意回復他的電話和電子郵件。主唱詹姆斯·拉畢在採訪時表示，麥克·波諾對他「不敬」，緊張局勢升得特別高。詹姆斯·拉畢指出，夢劇場對麥克·波諾的離開一點都不感到沮喪，他已經不再是夢劇場的鼓手了。當時有消息傳出，指麥克·波諾提交了一份法律通知及傳票，指控夢劇場仍非法使用他的名義作宣傳活動。麥克·波諾後來表示，他會帶著創作好音樂的初衷回到樂團裡：「他們關上了那扇門，而我只是需要休息罷了。而現在，我的精力已經稍微恢復了，所以我準備好了，我願意、也能夠回到夢劇場。但我老實說，我不認為他們願意讓我回去，他們已經把門關上了，我覺得他們在沒有我的情況下還要硬撐、為了證明自己很強大，這樣子實在很任性。所以我不會指望他們，但我的這扇門會一直開著」。
在麥克·波諾離開過了一個多月後，夢劇場開始在紐約市舉行新任鼓手試音甄選，七名受邀參加試奏的鼓手分別為麥克·曼基尼、德里克·羅迪、湯瑪斯·蘭、維吉爾·多納帝、馬可·明尼曼、艾奎爾斯·普里斯特和彼得·維多爾，甄選結果於2010年11月5日通知各受邀鼓手。然而，試音甄選後的最終獲選人並沒有對外公開，直到2011年4月，樂團透過影音分享網站YouTube上傳三部紀錄片系列，標題為《精神將會繼續下去》，在紀錄片系列的最後一集中，它揭示了麥克·曼基尼是被選中的鼓手。約翰·帕特西後來解釋說，樂團在選擇了麥克·曼基尼後，麥克·波諾又一直在外面放風聲說要重新加入夢劇場；麥克·曼基尼也在那個時候辭去伯克利音樂學院打擊樂系的教授職位，致力於全職擔任夢劇場的鼓手，所以夢劇場也毫不考慮、斷然拒絕，直到2023年10月，夢劇場官方宣佈麥克·波諾回歸樂團。

### 《峰迴路轉》（2011 - 2012年）

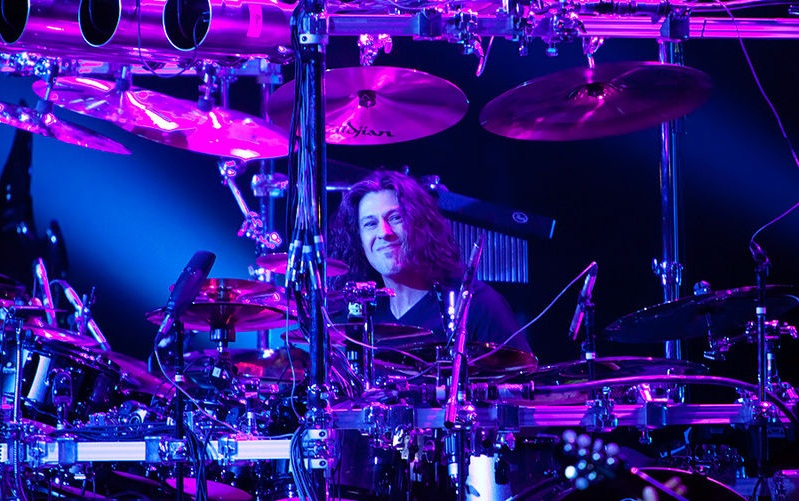
2011年繼任的鼓手麥克·曼基尼。

2011年1月3日，夢劇場進入科夫城音響錄音室展開新專輯的錄製工作。約翰·帕特西事先準備了一些試聽樣本，不過主要的創作都是在錄音室內完成的。另外，新任鼓手麥克·曼基尼並沒有參與創作4月14日，詹姆斯·拉畢開始錄製人聲，他與約翰·邁恩貢獻了比往年更多的創作。6月28日，完成專輯的混音和母帶後期製作。2011年9月13日，發行第十一張專輯《峰迴路轉》，登上美國告示牌二百強專輯榜第8名，這是夢劇場在《困頓與光明》之後第二張擠上全美國前十名的專輯。其他主要國家的排名分別為英國專輯排行榜第17名、加拿大專輯榜第9名、瑞士百強專輯榜第6名、德國官方排行榜第3名、奧地利專輯排行榜第5名、法國暢銷專輯榜第16名、荷蘭專輯排行榜第2名、比利時專輯排行榜第15名、義大利專輯排行榜第3名、西班牙專輯排行榜第10名、葡萄牙專輯排行榜第9名、瑞典熱門音樂榜第3名、挪威專輯排行榜第5名、芬蘭官方排行榜第1名、丹麥專輯排行榜第13名、澳大利亞唱片業協會榜第17名、墨西哥百強專輯排行榜第22名、匈牙利唱片協會榜第6名、日本公信榜第8名。
雖然《峰迴路轉》收到褒貶不一的評價，不過當中收錄的歌曲〈天使的背影〉獲得第54屆葛萊美獎「最佳硬搖滾／金屬樂演奏獎」提名，是夢劇場第一次榮獲葛萊美獎的青睞。2011年7月4日，夢劇場以義大利羅馬為第一站，展開峰迴路轉巡迴演唱會，9月24開始進行北美第一階段行程，由混種魔獸擔任暖場團。年底休息一個月之後，於2012年1月23日開始進行歐洲第二階段行程，由無邊幾何擔任暖場團。4月19日開始進行亞洲階段行程，由安迪·麥基開場。 6月15日開始進行北美第二階段行程，由赤紅計畫擔任暖場團。最後到中美洲和南美洲巡演，於2012年9月1日在巴西結束整趟行程。這次夢劇場的巡迴歷時十五個月、去了三十五個國家。其中，2012年8月19日和20日在阿根廷首都布宜諾斯艾利斯月神公園的演唱會，於2013年11月5日發行為影像作品和現場專輯《阿根廷現場演唱實況》。
2013年12月25日，美國東部時間早上六點整，為了送給樂迷一份聖誕節禮物，夢劇場發行了雙光碟的無損音頻檔案，內容是沒有收錄在《阿根廷現場演唱實況》、2011年至2012年間的巡演音源，透過BT下載的方式免費流通。發行日期和時間是暗指他們1994年的歌曲〈6:00〉，其前奏包含重複播放海倫娜·卡羅爾在1987年電影《死者》中念的「聖誕節早上六點鐘」。由於版權問題，夢劇場於2012年7月19日翻唱深紅之王的〈新世代的精神分裂者〉沒有收錄在當中。

### 《夢劇場》（2013 - 2014年）
在2011年展開峰迴路轉巡迴演唱會之前，樂團便已將新專輯素材創作完成了。在錄音回放期間，樂團會持續即興演奏並錄下想法，約翰·帕特西也會加入先前的試聽樣本。巡演結束後，樂團在休息的同時也持續創作。2012年12月，夢劇場與走鵑唱片續約。2013年1月，他們進入科夫城音響錄音室展開錄製工作。鼓手麥克·曼基尼開始參與創作，新專輯在同年5月完成錄製。這次個歌詞主題都是基於真實事件，包括2013年波士頓馬拉松爆炸案受害者的創傷後壓力症候群、伊莉莎白·史馬特綁架事件，以及策動新世界秩序的神秘組織光明會。
2013年9月24日，發行第十二張專輯《夢劇場》，也是樂團的首張同名專輯。它在美國發行首週的銷量超過三萬四千張，登上美國告示牌二百強專輯榜第7名，是他們連續第三次蟬聯美國唱片榜前十名。此外，這張專輯奪下二十四個國家排行榜的前十名，包括英國專輯排行榜第15名、加拿大專輯榜第5名、瑞士百強專輯榜第5名、德國官方排行榜第4名、奧地利專輯排行榜第7名、法國暢銷專輯榜第18名、荷蘭專輯排行榜第4名、比利時專輯排行榜第16名、義大利專輯排行榜第2名、西班牙專輯排行榜第11名、葡萄牙專輯排行榜第10名、瑞典熱門音樂榜第5名、挪威專輯排行榜第4名、芬蘭官方排行榜第2名、丹麥專輯排行榜第6名、澳大利亞唱片業協會榜第15名、日本公信榜第10名、阿根廷專輯排行榜第3名、捷克專輯排行榜第4名。
2014年7月8日，走鵑唱片發行《1992–2011年錄音室專輯盒組》，共十一張音樂光碟，涵蓋《影像與文字》到《峰迴路轉》的所有專輯內容。同年9月30日，發行影像作品和現場專輯《突破重圍演唱會實況》，錄製的日期和地點為2014年3月25日的波士頓歌劇院，在這場演唱會的下半場，夢劇場協同伯克利音樂學院管弦樂團和合唱團一起演出。2014年1月15日，樂團以葡萄牙波多為第一站，展開湊熱鬧巡迴演唱會。巡迴演出的歌單特色是整個下半段都在演奏《喚醒》的曲子，以紀念這張專輯發行滿二十週年，包括從未進行過現場表演的歌曲〈太空色彩的背心〉。歌單末段包括《一個記憶的場景》的四首歌，以紀念這張專輯發行滿十五週年。整趟巡演於2014年10月30日在澳洲雪梨結束。

### 《驚異奇航》（2015年 - 至今）

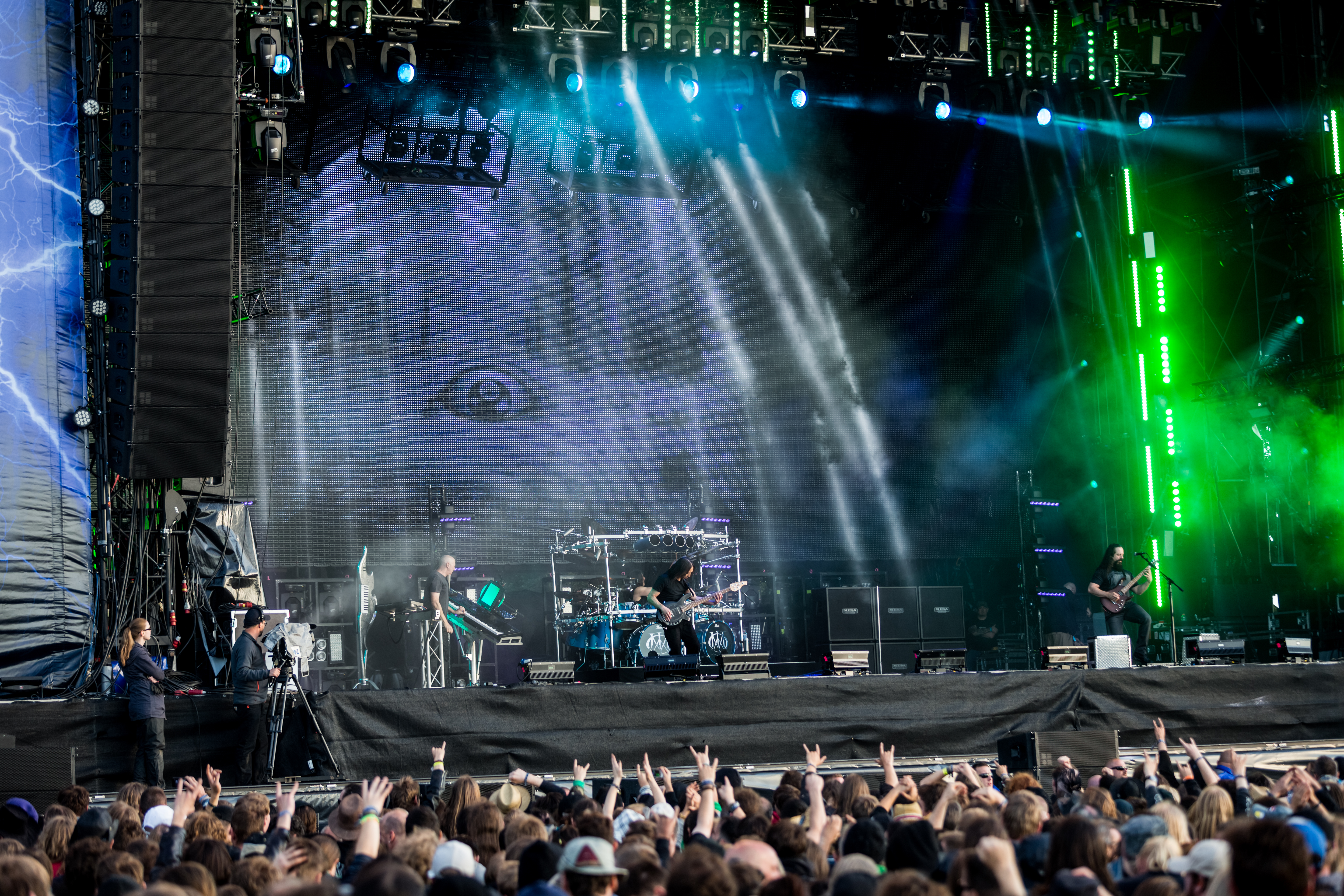
2015年的夢劇場。

2014年1月6日，約翰·帕特西表示，夢劇場的第十三張專輯已經有了雛型。他評論說：「已經有一些歌曲的想法和一些點子之類的東西了，我們沒有什麼創作公式，每張專輯種下去的都是不同的種子，關於做音樂這個職業最偉大的事情就是——你每次進錄音室都是全新的機會，把一切歸零、從一張白紙開始、再一次好好思索，『我們能做點什麼不一樣的？我們怎樣才能做得更好？』每張專輯都有一個故事，不斷有新的機會，這真的很令人滿意」。2015年1月，樂團進入科夫城音響錄音室展開錄製工作。2015年6月25日，夢劇場舉行了三十周年紀念巡迴演唱會。8月巡演結束後，約翰·帕特西說：「不是每個樂團都能維持那麼久，更何況還有難以置信的新作品誕生。我覺得最好的事情還在後頭，而我們會做出更多特別的作品」。這次樂團將歌曲主題設定為反科幻極權，並且設計了許多人物來加強專輯的劇情，約翰·帕特西透露，夢劇場希望順應潮流，發行一張帶有復古未來主義的反極權概念專輯：「在看似美麗卻令人心寒的極權主義形象，是由大膽的視覺設計與大膽的聲音所建構出來、我們最自豪的創作」，並會一次收錄三十四首歌曲。
2016年1月29日，發行第十三張專輯《驚異奇航》，這是一張概念專輯，主題圍繞在一個反烏托邦的未來世界，樂團假設三百年之後的未來，人們不再創作任何音樂，而是由機器人去完成，並以一群叛軍和一個極權主義帝國政府間的衝突為中心。該專輯獲得普遍好評，登上美國告示牌二百強專輯榜第11名、英國專輯排行榜第11名、加拿大專輯榜第8名、瑞士百強專輯榜第5名、德國官方排行榜第5名、奧地利專輯排行榜第6名、法國暢銷專輯榜第13名、荷蘭專輯排行榜第4名、比利時專輯排行榜第12名、義大利專輯排行榜第3名、西班牙專輯排行榜第8名、葡萄牙專輯排行榜第3名、瑞典熱門音樂榜第3名、挪威專輯排行榜第2名、芬蘭官方排行榜第2名、丹麥專輯排行榜第37名、澳大利亞唱片業協會榜第10名、日本公信榜第10名、巴西專輯排行榜第7名、匈牙利唱片協會榜第2名、愛爾蘭官方排行榜第87名、波蘭音樂排行榜第11名、韓國加翁排行榜第24名。
在2017年5月的採訪中，主唱詹姆斯·拉畢表示，夢劇場計劃在2018年發行第十四張專輯，他說：「我們非常激動，因為我們已經知道要做什麼了，但我不會告訴你（笑）。對我們來說，新專輯將是我們最艱辛的心血結晶，在這個特別的時刻，它能定義我們到底是什麼樣的樂團，我們仍然希望能創作出比以前更棒的音樂。最重要的是，你必須對你正在做的事情懷有熱情，這一切才有可能辦到。在這一路上，我們總是能做出另一張滿意的專輯。」他還補充說：「樂團將不再作概念專輯，而是專注在獨立的歌曲主題上，除非我們又想寫一部龐大的史詩，可能會像《季節變幻》那樣。但是我們決定不會再做一個整張光碟只有單一概念的專輯了」。9月22日，夢劇場在國立臺灣大學綜合體育館舉行「Images, Words & Beyond」25 週年巡迴演唱會，帶來三小時演出。

## 音樂風格
根據美國線上音樂資料庫AllMusic的音樂評論家的資深編輯、音樂評論家史蒂芬·托馬斯·艾爾維恩的描述，夢劇場的音樂風格是「融合前衛搖滾以及後埃迪·范·海倫的重金屬音樂」。該樂團是前衛金屬流派的早期宗師之一，也是當今重金屬音樂界裡最具影響力、最具代表性及開創性的前衛金屬樂團。夢劇場吸取非常多1970年代中期的前衛搖滾元素，並大量運用在早期作品上，但之後他們拋棄了原本明顯受到前衛搖滾影響的音樂風格（但仍保留了編曲的複雜度），轉變為現代的前衛金屬音樂。他們也借鑒了1970年代和1980年代的藝術搖滾，例如凱特·布希、彼得·蓋布瑞爾、普洛柯哈倫、憂鬱布魯斯樂隊和電光交響樂團。吉他手約翰·帕特西和貝斯手約翰·邁恩在創作及演奏的風格傾向陰沉黑暗的路線，而鍵盤手喬丹·羅德斯與鼓手麥克·波諾則是活潑華麗、充滿多樣性的風格。主唱詹姆斯·拉畢的嗓音也具有非常寬廣的可變性。
夢劇場的音樂主要集中在三個主要元素：金屬、旋律和前衛音樂的根源。作品偶爾會融入其他音樂風格的元素，包括交響樂、交響金屬、體育場搖滾、抒情搖滾和古典音樂。約翰·帕特西、約翰·邁恩和麥克·波諾這三位樂團創始人都受到早期前衛搖滾樂團的強烈影響，例如匆促樂團、是的、創世紀樂團和平克弗洛伊德。一些重金屬樂團也對他們具有相當的影響力，例如深紫、鐵娘子、金屬製品和猶大祭司。再加上一些速度金屬及華麗金屬樂團的影響。這種融合便形成了夢劇場多元、豐富、華麗、厚重的獨特創作風格。約翰·帕特西最引人注目是他高速的反覆掃弦和七弦吉他，雖然也有重金屬吉他即興重覆段和強烈失真的音色，但是他的音樂更側重於技術熟練程度，以及精準確實的彈奏，而不只是追求重金屬樂句。貝斯手約翰·邁恩受到匆促樂團、是的、鐵娘子激勵而開始彈貝斯，他也研究爵士樂以及古典音樂家的作品，經常使用拍弦、點弦和泛音技巧。1992年後，他開始使用六弦貝斯。麥克·波諾受到父親的影響，喜歡上匆促樂團、皇后樂團、齊柏林飛船、何許人、鐵娘子和披頭四樂團的音樂，也喜歡聽死亡金屬。他是自學成才的鼓手，直到高中時才開始學習音樂理論。
夢劇場自1992年的專輯《影像與文字》打響名號，藉由精彩的創作及多組樂器的平衡搭配，從而奠定在前衛搖滾及前衛金屬樂界的地位，贏得「1990年代最佳前衛金屬樂團」的非正式頭銜。1999年的專輯《一個記憶的場景》被譽為「重現老式前衛搖滾的經典之作」，它是受到披頭四樂團的《比伯軍曹寂寞芳心俱樂部》、平克弗洛伊德的《迷牆》和《最終樂章》、創世紀樂團的《百老匯祭祀羔羊》和何許人的《湯米》等前衛搖滾概念專輯的影響而誕生。自2003年的《思想列車》後，樂團便開始展現更厚重、更黑暗的、更明顯的重金屬風格，搖滾的元素大幅削弱，取而代之的是重金屬樂句和速彈吉他。這個改變的靈感來自於他們在舞台上表演更重的歌曲後，獲得更熱情的回應。近年來的專輯如《峰迴路轉》和《夢劇場》開始側重於硬式搖滾，但同時仍保持自己的標誌性的前衛搖滾和重金屬特徵。

## 現場表演

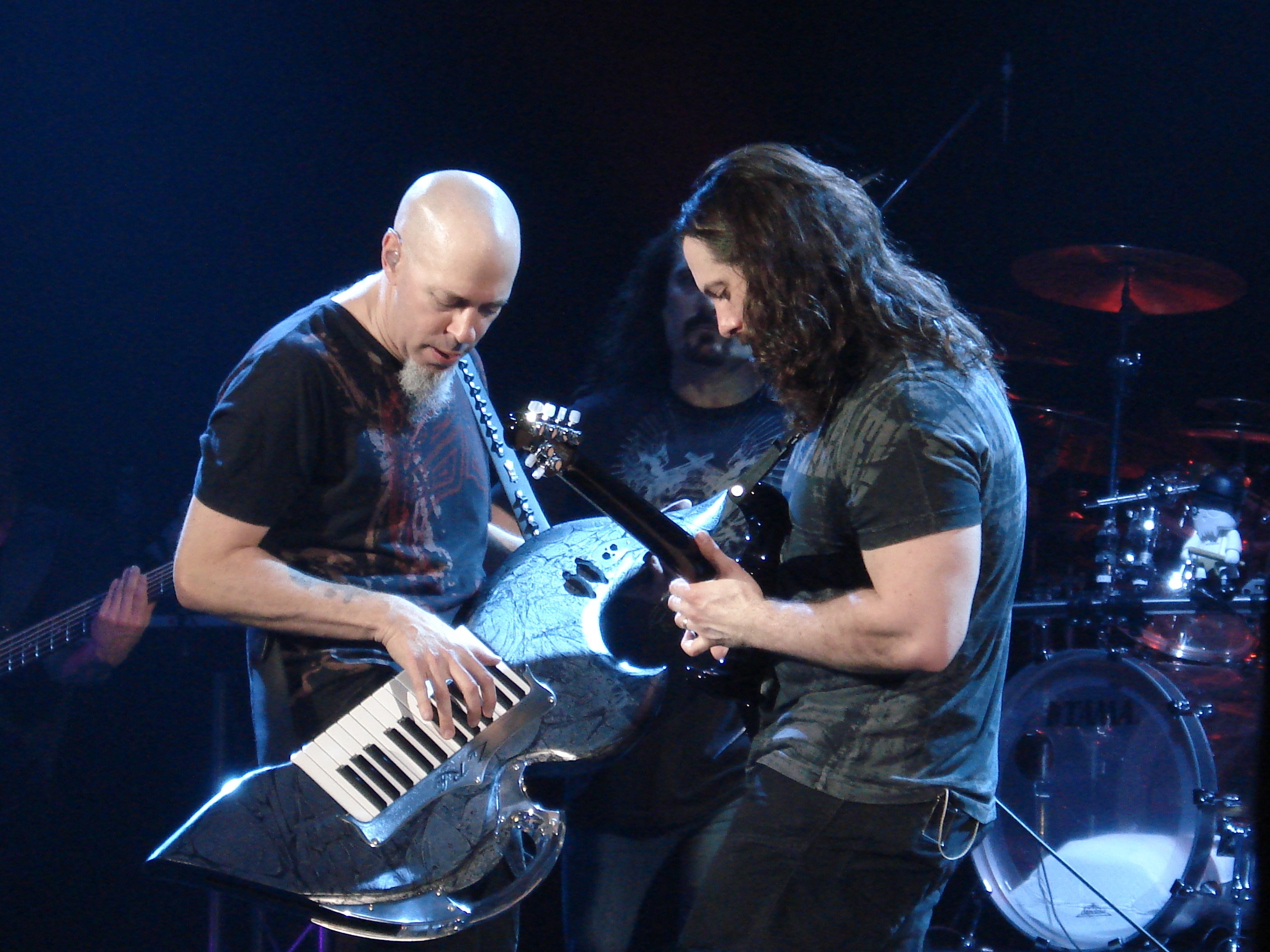
2008年的夢劇場，圖為喬丹·羅德斯（左）和約翰·帕特西（右）。

經常和夢劇場聯名演出或擔任暖場的樂團包括刺蝟上樹、X交響樂樂團、埋葬和我之間、深紫、愛默生、雷克與帕瑪、鐵娘子、迪克西人渣、喬·沙翠亞尼、國王十字、海獅樂團、麥加帝斯、混種魔獸、烈焰邪神、救贖代價、殘月魔都、德國女皇、命運警示、河岸樂團、史巴克的鬍子、恐懼工廠、永劫回歸、贖罪樂團、蠱惑大法、三號樂團、是的、精靈天皇以及扎帕樂團。2005年，夢劇場參加第一屆浩瀚巡迴音樂節，在北美地區與麥加帝斯共同演出，並與麥加帝斯和鐵娘子同台共演。
在他們的職業生涯中，夢劇場的現場演出逐漸變得越來越大規模、篇幅更長，也越來越多樣化。在鼓手麥克·波諾離開之前，樂團會經常調整演出的歌單，以確保在同一地區參加多次演唱會的熱情樂迷不會看到重複太多次的歌曲。而這些歌單都是麥克·波諾編排的，他會考慮每個特定城市表演的上一次歌單，以便那些連續參加巡演場次的樂迷能享受到更多表演。樂團進行的全程巡演，自《六級內部亂流》以來，會有所謂的「深夜之旅」，沒有開場團、只有幕間休息、進行至少三個小時的演出。 在現場專輯《紐約現場演唱實況》錄製的表演節目便長達四小時，導致鼓手麥克·波諾由於過度勞累、脫水、壓力、進食和營養不足，在謝幕後體力不支倒下並嘔吐。
夢劇場的演唱會中還會穿插著大量幽默、隨性表演和即興演奏。在1995年四季變幻巡迴演唱會中，便經常引用美國職業棒球大聯盟和《辛普森家庭》的素材。鍵盤手喬丹·羅德斯也時常在現場改變他的獨奏部分、彈奏散拍或液體張力實驗的曲子。《巴黎現場演唱實況》中的幾首演出歌曲還包括其他作品的橋段，例如藍調搖滾樂團林納史金納的〈自由鳥〉、俄羅斯作曲家林姆斯基－高沙可夫的〈大黃蜂的飛行〉。其他的引用還有在浩瀚巡迴音樂節期間，樂團在〈璃月之下〉進行時表演了美國民謠〈瑪莉有隻小綿羊〉。約翰·帕特西在布宜諾斯艾利斯的演唱會中，於〈伊人之眼〉進行時彈奏了〈阿根廷，別為我哭泣〉的主旋律；在伊斯坦堡的演唱會彈奏〈土耳其進行曲〉；在曼谷的演唱會開幕時也即興彈奏了匆促樂團的〈前進曼谷〉。在二十周年紀念世界巡演唱會中，約翰·帕特西甚至在〈無止盡的犧牲〉進行時突然彈奏了英國兒歌〈一閃一閃亮晶晶〉。而在以色列的一次演唱會上，他還彈起了一段自創的猶太民俗音樂〈讓我們歡樂〉。
夢劇場出人意料的演唱會最常出現在第二任鍵盤手德瑞克·席瑞恩在籍的時期，在一些特定的演唱會上，夢劇場的五位成員會交換演奏樂器（德瑞克·席瑞恩彈吉他、約翰·帕特西打鼓、約翰·邁恩彈鍵盤、麥克·波諾彈貝斯，詹姆斯·拉畢依舊是主唱），這是他們展現頑皮惡搞的一面，此時便改稱為夢魘劇場。1997年4月19日，樂團在德國波昂的安可時開始玩夢魘劇場。他們通常在變身為夢魘劇場時翻唱深紫的〈完美陌生人〉，有一次則翻唱了奧茲·奧斯本的〈自殺方案〉。不過，1999年第三任鍵盤手喬丹·羅德斯加入後，他們便沒有再玩夢魘劇場了，即便喬丹·羅德斯也會彈吉他。在某些演出節目中，德瑞克·席瑞恩、約翰·帕特西和麥克·波諾會以「尼克·檸檬和偏頭痛兄弟」的搞笑名義出場表演，他們會佩戴羽毛圍巾和太陽眼鏡翻唱流行歌曲或龐克歌曲。有時候，夢劇場的成員會隨機挑出幸運現場觀眾，到舞台上一同表演，其中的例子可以在影像作品《東京現場演唱實況》中麥克·波諾的鼓獨奏時看到。當樂團成員或工作團隊人員在巡演期間碰上生日時，也會有一些〈祝你生日快樂〉的即席演出，他們通常會在舞台上砸起生日蛋糕玩鬧。
在《二十周年紀念世界巡演唱會實況》和《啟動混亂-世界巡迴實錄》的影像光碟裡，收錄有樂團成員化身為動畫人物的音樂錄影帶。例如〈第八樂章〉的影片中，夢劇場的四位樂手在一座八角迷宮中央演奏，詹姆斯·拉畢則一邊躲避蜘蛛怪物一邊尋找成員，最後樂手們合成一隻八爪大章魚趕走了怪物，五人團聚。在《啟動混亂-世界巡迴實錄》的影像光碟裡，也收錄〈無盡暗夜〉的動畫影片，樂團成員以噴火吉他、鼓棒、貝斯聲波趕走了操縱人類的野狼巨獸。

## 翻唱歌曲
夢劇場在整個職業生涯中時常翻唱其他樂團或音樂藝術家的作品，包括在錄音室或現場演唱會中都有許多翻唱致敬的歌曲，並正式發行。演唱會中翻唱的對象包括艾爾頓·強、深紫、齊柏林飛船、平克弗洛伊德、堪薩斯合唱團、皇后樂團、旅行者樂團、迪克西人渣和創世紀樂團。夢劇場也透過麥克·波諾旗下的即興商場唱片發行一系列的官方翻唱錄音作品，包括金屬製品的《傀儡之王》、鐵娘子的《獸名數目》、平克弗洛伊德的《月之暗面》和深紫的《日本製造》。2008年的專輯《困頓與光明》特別版還收錄了翻唱彩虹、皇后樂團、鐵娘子、迪克西人渣、斑馬樂團和深紅之王等樂團的歌曲。其他被夢劇場翻唱過的著名樂團包括黑色安息日、奧茲·奧斯本、潘特拉和何許人。

## 標識和圖像

樂團的官方標識：夢劇場字樣和「至尊王權」符號。

雖然夢劇場於1988年被迫改名，但他們自己設計的原始團名「至尊王權」符號一直都是樂團的標識，多年來並未改變，幾乎在每個宣傳品、舞台表演現場和專輯作品封面上都可見到。這個「至尊王權」符號的靈感源自於蘇格蘭女王瑪麗一世的象徵圖案。夢劇場第二任主唱查理·多米尼克將女王的象徵圖案改動後，放在1989年第一張專輯《晝間夢境》的封面上。2010年9月，有夢劇場的樂迷發現，如果將查理·多米尼克的姓氏字母拆分開來，這八個字母全部都可以完美融合在「至尊王權」符號當中。當查理·多米尼克知道這個消息的時候，他笑了起來，並幽默表示：「你們只花了二十五年時間就找出了多米尼克密碼！」。

## 成員列表
| - 約翰·帕特西 – 吉他、和聲（1985年 - 至今） - 約翰·邁恩 – 貝斯（1985年 - 至今） - 詹姆斯·拉畢 – 主唱（1991年 - 至今） - 喬丹·羅德斯 – 鍵盤（1999年 - 至今） - 麥克·波諾 – 鼓、打擊樂器、和聲（1985 - 2010年，2023年 - 至今） | - 麥克·曼基尼 – 鼓、打擊樂器（2010年 - 2023年） - 克里斯·科林斯 – 主唱（1985 - 1986年） - 凱文·摩爾 – 鍵盤（1985 - 1994年） - 查理·多米尼克 – 主唱（1988 - 1989年） - 史提夫·史東 – 主唱（1990年） - 德瑞克·席瑞恩 – 鍵盤（1994 - 1999年） |

## 作品
更詳細的列表請參見主條目：夢劇場作品列表與夢劇場的錄製歌曲列表
| - 晝間夢境（1989年3月6日） - 影像與文字（1992年7月7日） - 喚醒（1994年10月4日） - 萬劫不復（1997年9月23日） - 一個記憶的場景（1999年10月26日） - 六級內部亂流（2002年1月29日） - 思想列車（2003年11月11日） - 第八樂章（2005年6月7日） - 徹底混沌（2007年6月5日） - 困頓與光明（2009年6月23日） - 峰迴路轉（2011年9月13日） - 夢劇場（2013年9月24日） - 驚異奇航（2016年1月29日） - 倫敦現場演唱實況（1993年9月3日） - 巴黎現場演唱實況（1998年10月27日） - 紐約現場演唱實況（2001年9月11日） - 東京現場演唱實況（2004年10月5日） - 二十周年紀念世界巡演唱會實況（2006年8月29日） - 啟動混亂-世界巡迴實錄（2008年9月30日） - 阿根廷現場演唱實況（2013年11月5日） - 突破重圍演唱會實況（2014年9月30日） | - 闇黑光明雙精選（2008年4月1日） - 1992–2011年錄音室專輯盒組（2014年7月8日） - 季節變幻（1995年9月19日） - 影像與文字：東京現場演唱實況（1993年11月16日） - 1993 - 1998世界巡迴演唱會（1998年10月27日） - 一個記憶的場景：紐約現場（2001年3月20日） - 東京現場演唱實況（2004年10月5日） - 二十周年紀念世界巡演唱會實況（2006年8月29日） - 啟動混亂-世界巡迴實錄（2008年9月30日） - 阿根廷現場演唱實況（2013年11月5日） - 突破重圍演唱會實況（2014年9月30日） |

## 官方私售
| - 至尊王權試聽帶（2003年．CD） - 晝間夢境試聽帶（2004年．CD） - 影像與文字試聽帶（2005年．CD） - 喚醒試聽帶（2006年．CD） - 萬劫不復試聽帶（2007年．CD） - 思想列車試聽帶（2009年．CD） - 萬劫不復 – 製作花絮（2009年．CD） - 一個記憶的場景 – 製作花絮（2003年．CD） | - 1993年3月4日：紐約（2007年．CD） - 1995年10月28日：日本東京（2004年．CD） - 1996年12月14日：紐澤西州老橋鎮（2006年．CD） - 1998年5月18日：加州洛杉磯（2003年．CD） - 2002年7月4日：羅馬尼亞布加勒斯特（2007年．DVD） - 2004年5月6日：晝間夢境現場（2005年．CD/DVD） - 2005年12月6日：智利聖地亞哥（2009年．DVD） - 金屬製品：傀儡之王（2004年．CD） - 鐵娘子：獸名數目（2005年．CD） - 平克弗洛伊德：月之暗面（2006年．CD/DVD） - 深紫：日本製造（2007年．CD） - 揭秘2003 - 2005（2009年．CD） |

## 唱片認證
美國唱片業協會銷量認證
1. 《影像與文字》 — 金唱片（1995年2月2日）
2. 《一個記憶的場景：紐約現場》 — 金唱片（2002年11月8日）
3. 《東京現場演唱實況》 — 白金唱片（2005年1月26日）
4. 《1993 - 1998世界巡迴演唱會》 — 白金唱片（2006年3月22日）
5. 《二十周年紀念世界巡演唱會實況》 — 白金唱片（2006年10月11日）

日本唱片協會銷量認證
1. 《喚醒》 — 白金唱片

## 媒體榮譽
| 《BURRN!》雜誌 「年度最佳鍵盤手」：喬丹·羅德斯 《吉他世界》雜誌 「有史以來最偉大的一百張吉他專輯」第95名：《一個記憶的場景》 《吉他大全》雜誌 「年度最佳吉他手」：約翰·帕特西 「終極吉他檔案」網站 「近十年最偉大的金屬樂團」：夢劇場 《經典搖滾》雜誌 「前衛精神獎」：夢劇場 「年度最佳專輯」：《困頓與光明》（提名） 《滾石》雜誌 「有史以來的最佳前衛搖滾樂團」之一：夢劇場 | 「音樂雷達」網站 「當今世界上最偉大的三十場活動」第5名：夢劇場 「史上最佳貝斯手」第1名：約翰·邁恩 「史上最佳鼓手」第2名：麥克·波諾 「史上最佳主唱」第15名：詹姆斯·拉畢 「史上最佳鍵盤手」第1名：喬丹·羅德斯 「史上最佳搖滾吉他手」第2名：約翰·帕特西 《金屬邊緣》雜誌 「最佳鍵盤手」：德瑞克·席瑞恩 「前衛報告」網站 「二十五年來最佳前衛專輯」第1名：《影像與文字》 「二十五年來最佳前衛專輯」第3名：《一個記憶的場景》 「二十五年來最佳前衛專輯」第14名：《六級內部亂流》 「二十五年來最佳前衛專輯」第18名：《喚醒》 「二十五年來最佳前衛專輯」第38名：《思想列車》 |

### 其他榮譽
- 2007年7月30日，夢劇場在鹽湖城的演出後，美國猶他州州長小喬恩·米德·亨茨曼宣布將該日訂為「夢劇場節」[196]。
- 2010年9月30日，夢劇場入選長島音樂名人堂（英语：Long Island Music Hall of Fame）[197]。

## 巡迴演唱會
| 巡演名稱                    | 巡迴時間                      | 暖場樂團 | 階段 | 場數 | 地點                         | 相關專輯                     |
| --------------------------- | ----------------------------- | --- | ---- | ---- | ---------------------------- | ---------------------------- |
| 晝間夢境巡迴演唱會          | 1989年4月28日 - 11月14日      | 為斑馬樂團暖場（1989年4月28日） 為海獅樂團暖場（1989年11月14日） | 1    | 5    | 美國                         | 《晝間夢境》                 |
| 影像與巡演之旅              | 1992年9月27日 - 1993年4月23日 | 天堂之門（歐洲階段） | 3    | 120  | 北美洲 日本 歐洲             | 《影像與文字》               |
| 前衛音樂巡迴演唱會          | 1993年5月15日 - 11月28日      | 銀河牛仔（北美階段） 反機器（歐洲階段） | 3    | 73   | 北美洲 日本 歐洲             | 《影像與文字》               |
| 喚醒世界巡迴演唱會          | 1994年10月20日 - 1995年8月3日 | 我的地球之母（北美階段） 命運警示（歐洲第一階段） 迴聲女娃（北美階段） 黑洞異次元（歐洲第二階段） | 6    | 88   | 北美洲 日本 歐洲             | 《影像與文字》               |
| 四季變幻巡迴演唱會          | 1995年10月26日 - 10月30日     | — | 1    | 3    | 日本                         | 《季節變幻》                 |
| 返家過節巡迴演唱會          | 1995年12月27日 - 10月30日     | — | 1    | 4    | 美國                         | 《季節變幻》                 |
| 永恆96年巡迴演唱會          | 1996年12月4日 - 12月14日      | — | 1    | 5    | 美國                         | 《萬劫不復》                 |
| 新音樂之夜巡迴演唱會        | 1997年4月10日 - 4月19日       | 蠱惑大法 | 1    | 8    | 歐洲                         | 《萬劫不復》                 |
| 萬劫不復巡迴演唱會          | 1997年9月11日 - 1998年9月26日 | 絕地反擊（北美階段） 范登普拉斯（歐洲階段） 縱聲大笑（北美階段） | 9    | 97   | 巴西 北美洲 歐洲 日本        | 《萬劫不復》                 |
| 深紫／ELP／夢劇場巡迴演唱會 | 1998年8月4日 - 8月30日        | 深紫（聯名） 愛默生、雷克與帕瑪 （暖場） | 1    | 18   | 北美洲                       | 《萬劫不復》                 |
| 夢劇場熱切之夜巡迴演唱會    | 1998年12月26日 - 12月30日     | — | 1    | 5    | 北美洲                       | 《萬劫不復》                 |
| 預知夢演唱會                | 1999年7月31日                 | — | 1    | 1    | 南韓                         | 《一個記憶的場景》           |
| 記憶場景巡迴演唱會          | 1999年11月8日 - 11月24日      | 精靈之城 | 1    | 13   | 歐洲                         | 《一個記憶的場景》           |
| 都市兩千巡迴演唱會          | 2000年1月31日 - 10月21日      | 迪克西人渣（北美第一階段） 外星子民（北美第一階段） 史巴克的鬍子（歐洲第一階段；北美第二階段） 為鐵娘子暖場（歐洲第二階段） 刺蝟上樹（歐洲第三階段） | 6    | 104  | 北美洲 亞洲 歐洲             | 《一個記憶的場景》           |
| 世界亂流巡迴演唱會          | 2002年1月19日 - 11月8日       | 救贖代價（歐洲階段） 喬·沙翠亞尼（聯名；北美階段） 國王十字（北美階段） | 7    | 109  | 北美洲 亞洲 歐洲             | 《六級內部亂流》             |
| 逃離錄音室巡迴演唱會        | 2003年6月23日 - 8月2日        | 德國女皇（聯名） 命運警示（暖場） | 1    | 32   | 北美洲                       | 《六級內部亂流》             |
| 思想列車巡迴演唱會          | 2004年1月16日 - 9月22日       | 空洞顫抖（義大利） 為是的暖場（北美第二階段） | 5    | 76   | 北美洲 亞洲 歐洲             | 《思想列車》                 |
| 第八樂章巡迴演唱會          | 2005年6月10日 – 2006年4月1日  | — | 5    | 82   | 北美洲 亞洲 歐洲 南美洲      | 《第八樂章》                 |
| 啟動混亂巡迴演唱會          | 2007年6月3日 - 2008年3月14日  | 贖罪樂團（北美第一階段） 永劫回歸（北美第一階段） X交響樂樂團（歐洲第二階段） | 6    | 92   | 北美洲 亞洲 澳洲 歐洲 南美洲 | 《徹底混沌》                 |
| 前衛國度巡迴演唱會          | 2008年4月29日 - 6月4日        | 殘月魔都 埋葬和我之間 | 1    | 23   | 北美洲                       | 《徹底混沌》                 |
| 困頓與光明巡迴演唱會        | 2009年6月6日 – 2010年8月8日   | 精靈天皇（2009年前衛國度巡迴演唱會） 重磅高峰會（2009年前衛國度巡迴演唱會；北美洲） 扎帕樂團（2009年前衛國度巡迴演唱會；北美洲） 殘月魔都（2009年前衛國度巡迴演唱會；歐洲） 不期不待（2009年前衛國度巡迴演唱會；歐洲） 救贖代價（澳洲階段） 為鐵娘子暖場（北美第二階段） | 7    | 118  | 北美洲 亞洲 澳洲 歐洲 南美洲 | 《困頓與光明》               |
| 峰迴路轉巡迴演唱會          | 2011年7月4日 – 2012年9月1日   | 混種魔獸（北美第一階段） 無邊幾何（歐洲第二階段） 安迪·麥基（亞洲階段） 赤紅計畫（北美第二階段） | 6    | 121  | 北美洲 亞洲 歐洲 南美洲      | 《峰迴路轉》                 |
| 湊熱鬧巡迴演唱會            | 2014年1月15日 – 10月30日      | — | 5    | 97   | 北美洲 亞洲 澳洲 歐洲 南美洲 | 《夢劇場》                   |
| 三十周年紀念巡迴演唱會      | 2015年6月25日 – 8月2日        | — | 1    | 25   | 歐洲                         | 《夢劇場》                   |
| 驚異奇航巡迴演唱會          | 2016年2月18日– 12月5日        | — | 4    | 94   | 歐洲 北美洲 南美洲           | 《驚異奇航》                 |
| 不可言喻巡迴演唱會          | 2017年1月30日 – 10月3日       | — | 3    | 56   | 歐洲 亞洲 澳洲               | 《影像與文字》二十五週年紀念 |

## 延伸閱讀
- Hale, Mark. .  第一版. 安娜堡: Popular Culture Ink. 1993. ISBN 1-56075-029-4.
- Wilson, Rich.  第一版. 英國: Essential Works. 2007. ISBN 9781906615024.

## 外部連結
- 官方网站
- 夢劇場的Facebook專頁
- 夢劇場的X（前Twitter）
- 夢劇場的Instagram帳戶
- 夢劇場的Youtube官方頻道（页面存档备份，存于）